# Kyösti Lehtonen
Kyösti Lehtonen est un lutteur finlandais né le 13 mars 1931 à Jämsä et mort le 15 novembre 1987 à Helsinki. Il est spécialisé en lutte gréco-romaine.

## Palmarès

### Jeux olympiques
- Médaille d'or dans la catégorie des moins de 67 kg en 1956 à Melbourne[1]

### Championnats du monde
- Médaille d'argent dans la catégorie des moins de 67 kg en 1953 à Naples
- Médaille d'argent dans la catégorie des moins de 67 kg en 1955 à Karlsruhe